# 러들로세
| 데본기                       | 전기       | 로흐코프절 | 이후        |
| 실루리아기                   | 프리돌리세 | 프리돌리세 | 419.2–423.0 |
| 실루리아기                   | 러들로세   | 러드포드절 | 423.0–425.6 |
| 실루리아기                   | 러들로세   | 고스티절   | 425.6–427.4 |
| 실루리아기                   | 웬록세     | 호머절     | 427.4–430.5 |
| 실루리아기                   | 웬록세     | 셰인우드절 | 430.5–433.4 |
| 실루리아기                   | 란도베리세 | 텔리치절   | 433.4–438.5 |
| 실루리아기                   | 란도베리세 | 에어론절   | 438.5–440.8 |
| 실루리아기                   | 란도베리세 | 루단절     | 440.8–443.6 |
| 오르도비스기                 | 후기       | 허난트절   | 이전        |
| IUGS의 실루리아기 시대 구분. |            |            |             |

러들로세(Ludlow Epoch)는 실루리아기의 세이다. 영국 잉글랜드 슈롭셔주의 러들로에서 이름을 가져왔다.